# Slut Pop Miami
Slut Pop Miami es el quinto EP de la cantante alemana Kim Petras. Fue lanzado el 14 de febrero de 2024, a través de Amigo y Republic Records. Sirve como secuela de su EP de 2022, Slut Pop.

## Composición
El EP tiene doce temas. Billboard ha calificado la colección como una "bomba de lujuria". Bernardo Sim de la revista Out escribió, "Este proyecto también proporciona comentarios sobre el estado extremadamente hipersexualizado de la cultura LGBTQ+, por todas las partes buenas y malas que existen en ella. " En una entrevista con la actriz estadounidense Carmen Electra, Petras compartió que la música house influyó en el EP, y compartió que las letras estaban inspiradas en sus experiencias de vacaciones en Miami.

## Recepción
Clash calificó el EP con un 7 sobre 10, con Robin Murray escribiendo "Slut Pop Miami machaca sobre su tema, negándose a evitar tus miradas incómodas. Música pop con tintes de neón y algunos aspectos de hip-hop en la producción, sólo los títulos de las canciones podrían sonrojarte." Vulture le dio al EP una reseña negativa que criticaba la decisión de Petras de hacer una secuela del original Slut Pop, con Reanna Cruz escribiendo "Slut Pop Miami reemplaza esa lujuria arrebatadora [de Slut Pop] por la "rutina mecánica."

## Lista de Canciones
Todas las canciones han sido producidas por Dr. Luke. Todas las canciones han sido escritas por Aaron Joseph, Kim Petras, Rocco Valdes, Ryan Ogren y Lukasz Gottwald, a menos que se especifique lo contrario.

| Slut Pop Miami track listing |                             |          |  |
| N.º                          | Título                      | Duración |  |
| 1.                           | «Slut Pop Reprise»          | 1:35     |  |
| 2.                           | «Gag on It»                 | 1:39     |  |
| 3.                           | «Fuckin' This Fuckin' That» | 1:06     |  |
| 4.                           | «Banana Boat»               | 2:21     |  |
| 5.                           | «Get Fucked»                | 2:07     |  |
| 6.                           | «Rim Job»                   | 2:40     |  |
| 7.                           | «Cockblocker»               | 2:28     |  |
| 8.                           | «Butt Slutt»                | 1:32     |  |
| 9.                           | «Head Head Honcho»          | 3:01     |  |
| 10.                          | «Cubana»                    | 1:41     |  |
| 11.                          | «Whale Cock»                | 1:50     |  |
| 12.                          | «Can We Fuck?»              | 1:53     |  |
| 23:59                        |                             |          |  |

## Personal
- Kim Petras - voz
- Dr. Luke - programación, productor
- MixReady - ingeniero de mezclas
- Clint Gibbs - ingeniero de mezclas
- Tyler Sheppard - ingeniero
- Kalani Thompson - ingeniero
- Ashlee Gibbs - personal de estudio
- Dale Becker - ingeniero de masterización
- Katie Harvey - asistente ingeniero de masterización
- Cody Critcheloe (SSION) - fotógrafo, director visual

## Charts
| Chart (2024)                             | Peak position |
| ---------------------------------------- | ------------- |
| Estados Unidos (Dance/Electronic Albums) | 14            |